# Baños unisex

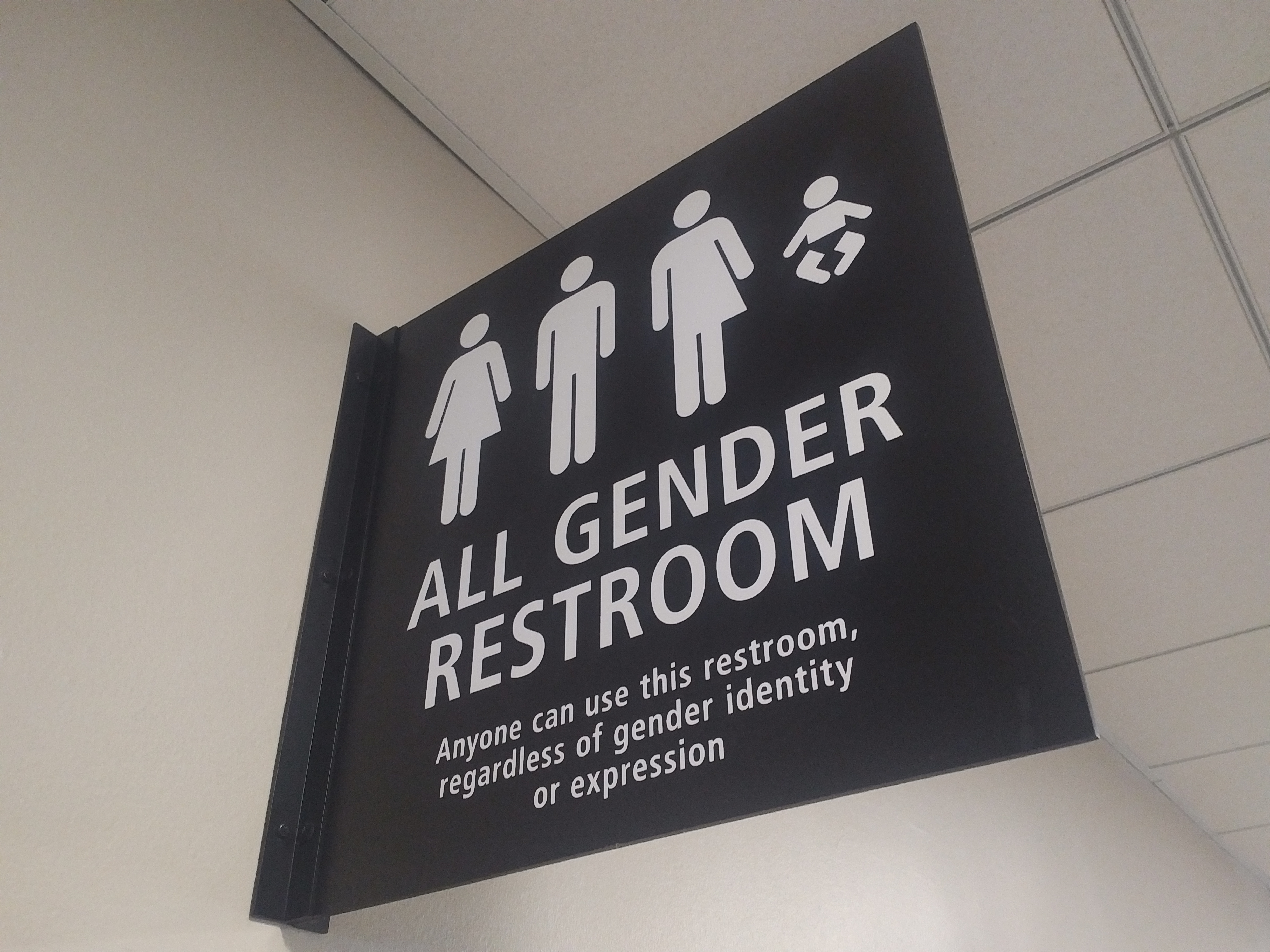
Letrero de un baño para todo género en el Aeropuerto de San Diego, Estados Unidos.

Un baño unisex (también conocido como baño de género neutro, o baño mixto) es un baño público que está disponible para el uso de todas las personas, independientemente de su sexo biológico e identidad de género. 

## Ejemplos de baños unisex

Los símbolos de hombre y mujer juntos indican generalmente que es un baño unisex, aunque también se suele evitar cualquier simbología.

### Argentina
En 2012, la Facultad de Periodismo de la Universidad Nacional de La Plata decidió que todos los baños serían desde ese momento baños unisex para cumplir una reciente sanción de la nueva ley de identidad de género. Similar medida tomo la Universidad Nacional de Cuyo, cuatro años después.  
En la Universidad Nacional de Córdoba, en los nuevos edificios de la Facultad de Psicología de la Ciudad Universitaria cordobesa, los baños son mixtos.

### Canadá
En 2008, la Universidad de Western Ontario convirtió varios baños para gente discapacitada en baños mixtos.

### México
En el verano de 2013, la UVC (Universidad de la Vera-Cruz) hace sus baños unisex en el área de sus carreras DG (diseño gráfico) DM (diseño de modas) y posteriormente los alumnos de ING-ARQ (ingeniería y arquitectura) formaron parte de este acontecimiento.
En 2018, la Universidad Nacional Autónoma de México abrió su primer baño mixto en la FES Iztacala. Desde entonces ha abierto baños neutros en varias de sus facultades y escuelas.
Desde el 2022, la Universidad Autónoma de Yucatán ha habilitado baños para todo género en las facultades de Antropología, Química, Educación y Derecho.

### Reino Unido
En 2008, la Universidad de Bradford Union y la Universidad de Mánchester Student's Union (UMSU) instalaron baños unisex.
En 2009, la Asociación de Estudiantes de la Universidad de Edimburgo designó un baño ya construido en un baño unisex.
En 2011, la Universidad de Aberdeen creó un baño mixto en la biblioteca principal.

### Uruguay
En 2012, la Facultad de Ingeniería (Universidad de la República) de la Universidad de la República instaló baños mixtos en los pisos 1, 2, y 3 de su edificio central..
En el 2015 Facultad de Psicología (Universidad de la República) inaugura el primer baño accesible y sin distinción de género del edificio.
En el 2016 el teatro Solis instaló, en el subsuelo del edificio, el primer y único baño inclusivo del teatro.

### Colombia
En 2005 salieron los baños unisexo (Llamados en el lugar baño familiar) en Colombia se le denomina Baño Familiar (o sea que se dirige principalmente para personas que son hombres o mujeres o cualquiera en medio, también para una familia).